# Tankgewehr M1918
A 13.2 mm Fuzil Antitanque (Mauser) usualmente abreviada como T-Gewehr foi uma arma de fogo Alemã usada na Primeira Guerra Mundial, primeiro aparecendo em Fevereiro 1918. A empresa Mauser começou por a produzir em massa em Oberdorf a maio 1918. As primeiras espingardas foram atribuídas a unidades especiais antitanque. Aproximadamente 15.800 unidades foram produzidas.
A ideia de usar espingardas de alto calibre e de alta velocidade como armas antitanque teve origem na Alemanha. Em 1917 o exército Alemão, confrontado com a fortaleza móvel, verificou que não tinha nenhuma arma para enfrentar a ameaça.